# 约瑟夫·莱昂斯
约瑟夫·阿洛伊修斯·莱昂斯，CH（英語：Joseph Aloysius Lyons，1879年9月15日—1939年4月7日），澳大利亚政治家，第10任澳洲總理。他亦曾经在1923年10月25日到1928年6月15日担任第26任塔斯马尼亚州州长以及在1929年10月12日到1939年5月27日出任代表威尔莫特选区的澳大利亚国会议员。
莱昂斯是澳大利亚成立联邦后唯一一个在联邦和州政府都担任过首长职务和反对党领袖的人也是唯一一个出自塔斯马尼亚州的总理。同时，在现任总理托尼·阿博特上任前，他是澳大利亚历届非工党籍总理中，唯一一个天主教徒。莱昂斯的妻子艾妮德·莱昂斯也是澳大利亚历史上的第一个女性澳大利亚下议院议员。
有趣的是，由于他慈祥、悠闲的形象，他的卡通形象经常被刻画为一个睡意朦胧的無尾熊。

## 个人生平
莱昂斯生于一个爱尔兰移民家庭。他的父亲曾是一个成功的农民但之后由于身体原因，只能被迫做一个工人。虽然他的母亲尽力养育他及其7个兄弟姐妹，但是他还是从9岁开始就在外面工作。后在两个阿姨的帮助下才获得在霍巴特的菲利普·史密斯教师培训学院上学的机会，成为一名教师。自此，他成为一个工会的活跃份子并成为了澳大利亚工党早期的党员。
莱昂斯于1909年入选塔斯马尼亚议会并先后担任州财政、教育及铁道部部长。他在1923年，以反对党-工党领袖的身份成功当选为了塔斯马尼亚州州长。莱昂斯政府十分务实与谨慎但却在1928年的选举中惜败。虽然在州选举中败走麦城，他却在联邦选举中获胜，成为澳大利亚国会议员。
1931年澳大利亚国民党联合一批工党退党党员以及小党澳大利亚人党，组成統一澳洲黨。莱昂斯被推选为党领袖并在同年的大选中获胜，在次年就任总理。在他的任期内，他保持了上一任总理詹姆斯·斯卡林保守的经济政策，削减了政府开支及赤字。在外交上，莱昂斯倾向于与德国、意大利和日本和解，以避免另一次世界大战的发生。1939年4月7日，莱昂斯在悉尼因心脏病突发去世，成为了澳大利亚首位在任期内去世的总理。

## 相片集

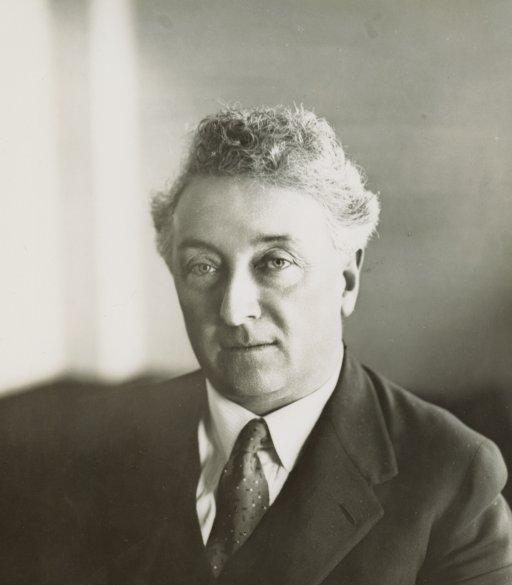
约瑟夫·莱昂斯
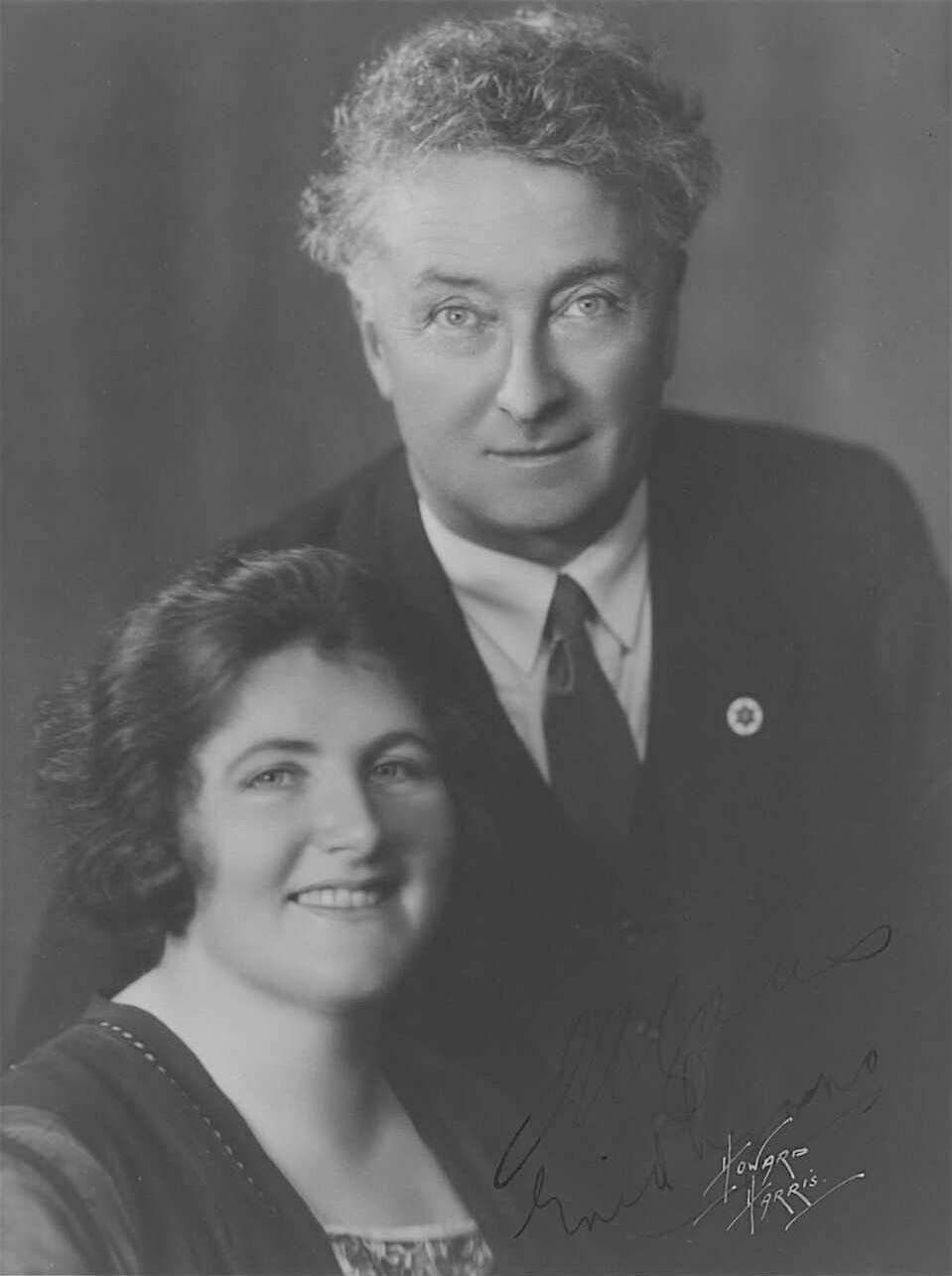
莱昂斯与他的夫人艾妮德
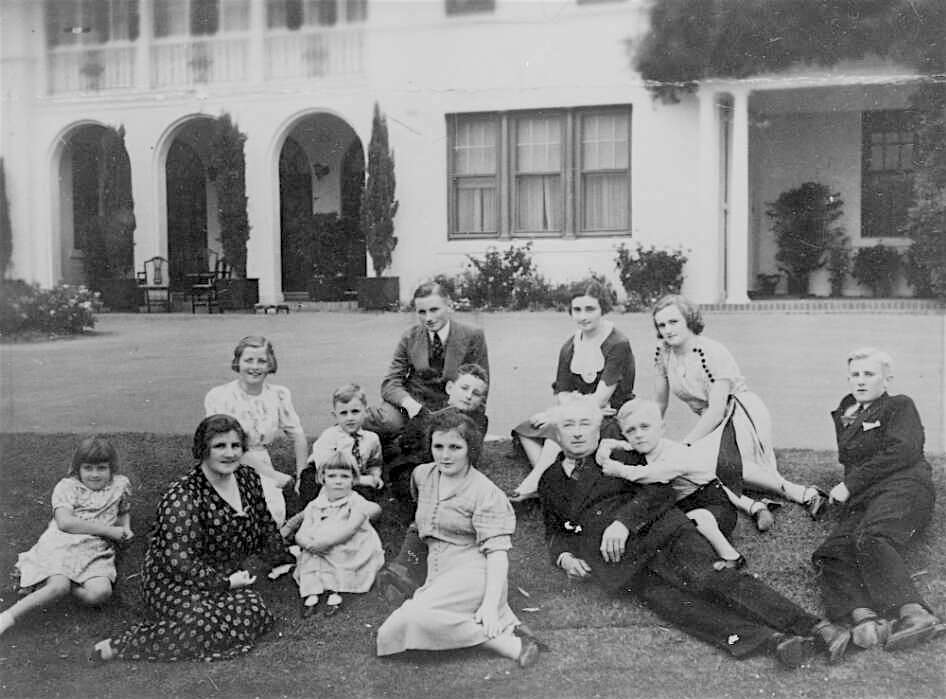
1930年代在总理府草坪上的莱昂斯一家
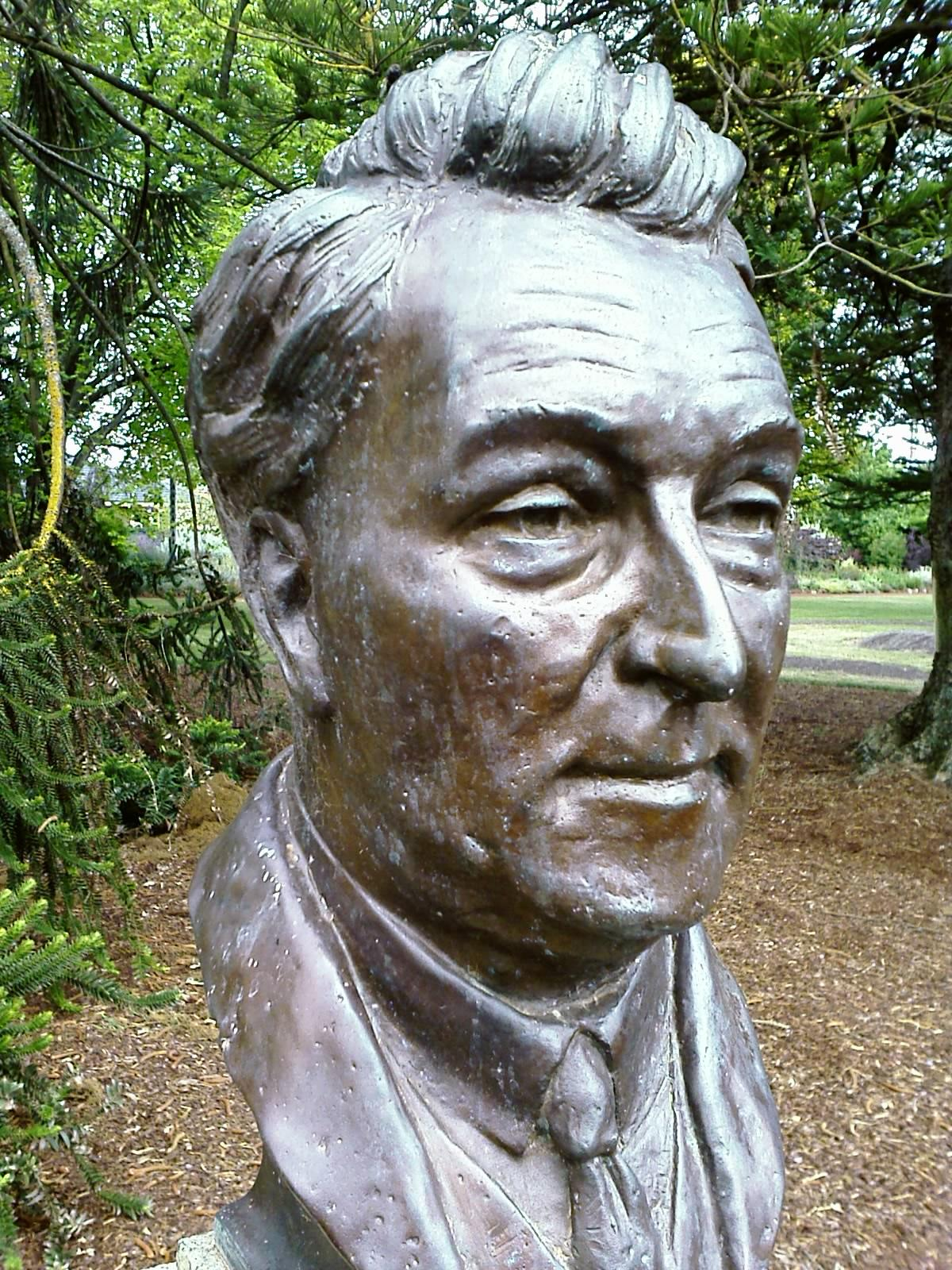
莱昂斯的半身像

## 外部連結
- . 澳大利亚的各届总理. 澳大利亚国家档案馆.   [2013-12-01]. （原始内容存档于2010-07-26）.
- 塔斯马尼亚议会图书馆资料 （页面存档备份，存于）